# Ампоњано (Терни)
Ампоњано је насеље у Италији у округу Терни, региону Умбрија.
Према процени из 2011. у насељу је живело 14 становника. Насеље се налази на надморској висини од 400 м.